# 90e régiment de marche
Pour les articles homonymes, voir 90e régiment.
Le 90e régiment d'infanterie de marche (ou 90e régiment de marche) est un régiment d'infanterie français, qui a participé à la campagne de 1871 à l'intérieur.

## Création et différentes dénominations
- 21 février 1871 : formation du 90e régiment d'infanterie de marche
- 3 septembre 1871 : fusion dans le 90e régiment d'infanterie de ligne

## Historique
Le régiment est formé le 21 février 1871 au camp de Saint-Médard, près de Bordeaux, à trois bataillons à six compagnies,. Il amalgame la 13e compagnie de dépôt du 3e régiment de ligne, la 2e compagnie de dépôt du 15e, la 10e compagnie de dépôt du 22e, la 11e compagnie de dépôt et un détachement du 30e, la 11e compagnie de dépôt du 42e, un détachement du 44e, la 9e compagnie de dépôt et un détachement du 49e, deux détachements du 54e, la 11e compagnie de dépôt du 55e, un détachement du 60e et un détachement du 95e.
Créé après l'armistice de la guerre franco-allemande, le 90e de marche rejoint le 19 mars la 7e division de l'armée de Versailles. Les troupes versaillaises sont réorganisées le 6 avril et le régiment est rattaché à la 3e division de la 1re armée. Il participe à la semaine sanglante.
En mai, le 90e de marche fait partie de la 2e division du 4e corps de l'armée de Versailles. Il fusionne le 3 septembre 1871 dans le 90e régiment d'infanterie de ligne.

## Personnalités ayant servi au régiment
- Hippolyte Kuwasseg